# Mary Hannah Fulton
Mary Hannah Fulton (Ashland, Ohio - 31 de maig de 1854 - Pasadena Califòrnia, maig del 1927) fou una metgessa missionera enviada a la Xina meridional per l'Església Presbiteriana. Va començar el seu treball mitjançant la creació d'un dispensari a Kwai Ping, i després va continuar treballant amb l'Hospital de Canton. El doctor Fulton va crear una universitat per formar les dones en la medicina, el Col·legi Mèdic de la Dona Hackett, i va exercir com a degana allà. A més, ella va predicar la fe presbiteriana i finalment va començar una congregació cristiana multiconfessional a Xangai. Allà també va traduir volums mèdics de l'anglès al xinès. Va morir a l'edat de 72 a Pasadena, Califòrnia.